# Centaurea musakii
Centaurea musakii — вид квіткових рослин айстрових (Asteraceae). Ендемік пн.-цн. Греції.